# Wiesław Żylski
Wiesław Żylski (ur. 1938, zm. 20 kwietnia 2018) – polski specjalista w zakresie dynamiki maszyn, robotyki i mechatroniki, prof. dr hab. inż. nauk technicznych.

## Życiorys
23 czerwca 1997 habilitował się na podstawie oceny dorobku naukowego i pracy zatytułowanej Kinematyka i dynamika mobilnych robotów kołowych, a 22 października 2007 nadano mu tytuł profesora w zakresie nauk technicznych. Objął stanowisko profesora Katedry Mechaniki Stosowanej i Robotyki na Wydziale Budowy Maszyn i Lotnictwa Politechniki Rzeszowskiej im. Ignacego Łukasiewicza.
Zmarł 20 kwietnia 2018.

## Odznaczenia
- Medal Komisji Edukacji Narodowej[3]
- Obywatel Miasta Ropczyc[3]
- Złoty Krzyż Zasługi[3]
- Srebrny Krzyż Zasługi[3]
- Złota odznaka Podkarpackiego Związku Piłki Nożnej[3]
- honorowa odznaka Zasłużony dla Województwa Rzeszowskiego[3]
- Medal Zasługi dla Politechniki Rzeszowskiej[3]

## Publikacje
- Identyfikator 2-kołowego mobilnego robota[1]
- 2005: Modelowanie ruchu manipulatora SCORBOT[1]
- 2005: Description of motion of a wheeled mobile robot by Maggie’s equations[1]
- 2010: Discrete Dual-Heuristic Programming in 3DOF Manipulator Control[1]
- 2014: Sterowanie ruchem nadążnym robotów manipulacyjnych[1]